# 马库斯·贝克尔
马库斯·贝克尔（德語：Marcus Becker，1981年9月11日—），德国男子皮划艇运动员。他曾代表德国参加2004年夏季奥林匹克运动会皮划艇比赛，获得男子双人划艇激流银牌。